# Henry Latimer
Henry Latimer (ur. 24 kwietnia 1752 w Newport, zm. 19 grudnia 1819 w Filadelfii) – amerykański polityk.
Z wykształcenia lekarz, służył jako chirurg podczas wojny o niepodległość. Delegat do Izby Reprezentantów w latach 1794–1795 i Senatu w latach 1795–1801 z ramienia Federalistów.